# 177 (число)
177 (Сто сімдеся́т сім) — натуральне число між  176 та  178.
- 177 день в році — 26 червня (у високосний рік 25 червня).

## У математиці
- Число Лейланд, оскільки може бути представлене як сума {\displaystyle 2^{7}+7^{2}}

## В астрономії
- 177 Ірма — астероїд головного поясу
- NGC 177 — галактика в сузір'ї Кит.
- IC 177 — спіральна галактика в сузір'ї Кит.
- Acfer 177 — метеорит-хондрит

## В техніці
- Saunders-Roe SR.177 — експериментальний літак
- Heinkel He 177 — німецький важкий бомбардувальник

## В інших галузях
- 177 рік
- 177 до н. е.
- 177 — Автомобільний код Москви.